# Bataille de Bezzecca
Guerre austro-prussienne-Troisième guerre d'Indépendance italienne
Batailles
- front austro-prussien

- Hühnerwasser
- Podol
- Trautenau
- Nachod
- Langensalza
- Oswiecim
- Münchengrätz
- Soor
- Skalitz
- Gitschin
- Königinhof
- Schweinschædel
- Sadowa (Königgrätz)
- Dermbach
- Kissingen
- Frohnhofen
- Aschaffenbourg
- Hundheim
- Blumenau
- Tauberbischofsheim
- Werbach
- Helmstadt/Uettingen
- Gerchsheim
- Uettingen/Roßbrunn/Hettstadt

- front austro-italien

- Custoza
- Val Vestino
- Cimego
- Pieve di Ledro
- Monte Nota
- Monte Suello
- Lissa
- Bezzecca
- Primolano
- Borgo
- Cimego
- Levico
- Versa

La bataille de Bezzecca est une bataille livrée le 21 juillet 1866 à Bezzecca, dans l'actuelle région du Trentin-Haut-Adige, pendant la troisième guerre d'Indépendance italienne.

## Historique
Les troupes italiennes commandées par Giuseppe Garibaldi tentent de reprendre la ville de Bezzecca dont se sont emparées les Autrichiens commandés par le général Franz Kuhn von Kuhnenfeld. Après plusieurs attaques sanglantes, mal coordonnées et infructueuses, les Italiens remportent la victoire lorsque leur artillerie parvient à s'installer sur des emplacements dominant les positions adverses, rendant celles-ci intenables.